# Waldemar Kasta
Waldemar Kasta (ur. 4 czerwca 1978 we Wrocławiu), znany również jako Wall-E – polski raper, wokalista oraz autor tekstów i piosenek, a także konferansjer i osobowość telewizyjna.
Kasta działalność artystyczną podjął w latach 90. XX w. Początkowo był związany z lokalnymi zespołami z nurtu hardcore. Pod koniec wieku wraz z DJ-em Kut-O założył zespół hip-hopowy pod nazwą K.A.S.T.A., którzy przysporzył raperowi popularności, m.in. za sprawą piosenek „Peryferie” i „1 2 3”. W latach późniejszych artysta tworzył także krótkotrwałe projekty: G.T.W. wraz z Donguralesko i Tede, 3WKasta wraz z członkami zespołu Trzeci Wymiar – Nullo, Poresem i Szadem oraz Super Grupa wraz z Donguralesko, Grubsonem, Matheo, Miodem i Tede.
Po 2005 roku wyemigrował do Wielkiej Brytanii, gdzie pracował na rzecz mniejszości polskiej. Był działaczem związkowym z ramienia Transport and General Workers’ Union. W międzyczasie, w 2007 roku nawiązał współpracę z organizacją Konfrontacja Sztuk Walki. Muzyk objął funkcję dyrektora artystycznego KSW, a także prowadzącego gale MMA i bokserskie jako konferansjer ringowy. W 2009 roku raper powrócił do Polski i podjął solową działalność artystyczną. Pod koniec tego samego roku ukazał się debiut Kasty zatytułowany 13. Natomiast druga solowa produkcja rapera, zatytułowana Prawda naga ukazała się w 2011 roku. Również w 2011 roku na krótko związał się ze stację telewizyjną MTV Polska, na antenie której prowadził program „Pimp My Ride by Coca-Cola Zero” oraz gościł w serialu TVP1 pt. „Galeria”. Od 2012 roku związany z zespołem muzyki rockowej Synaptine, w którym pełni funkcję wokalisty oraz autora tekstów i piosenek.
W 2011 roku Waldemar Kasta został sklasyfikowany na 21. miejscu listy 30 najlepszych polskich raperów według magazynu Machina. Żonaty, ma córkę.

## Życiorys

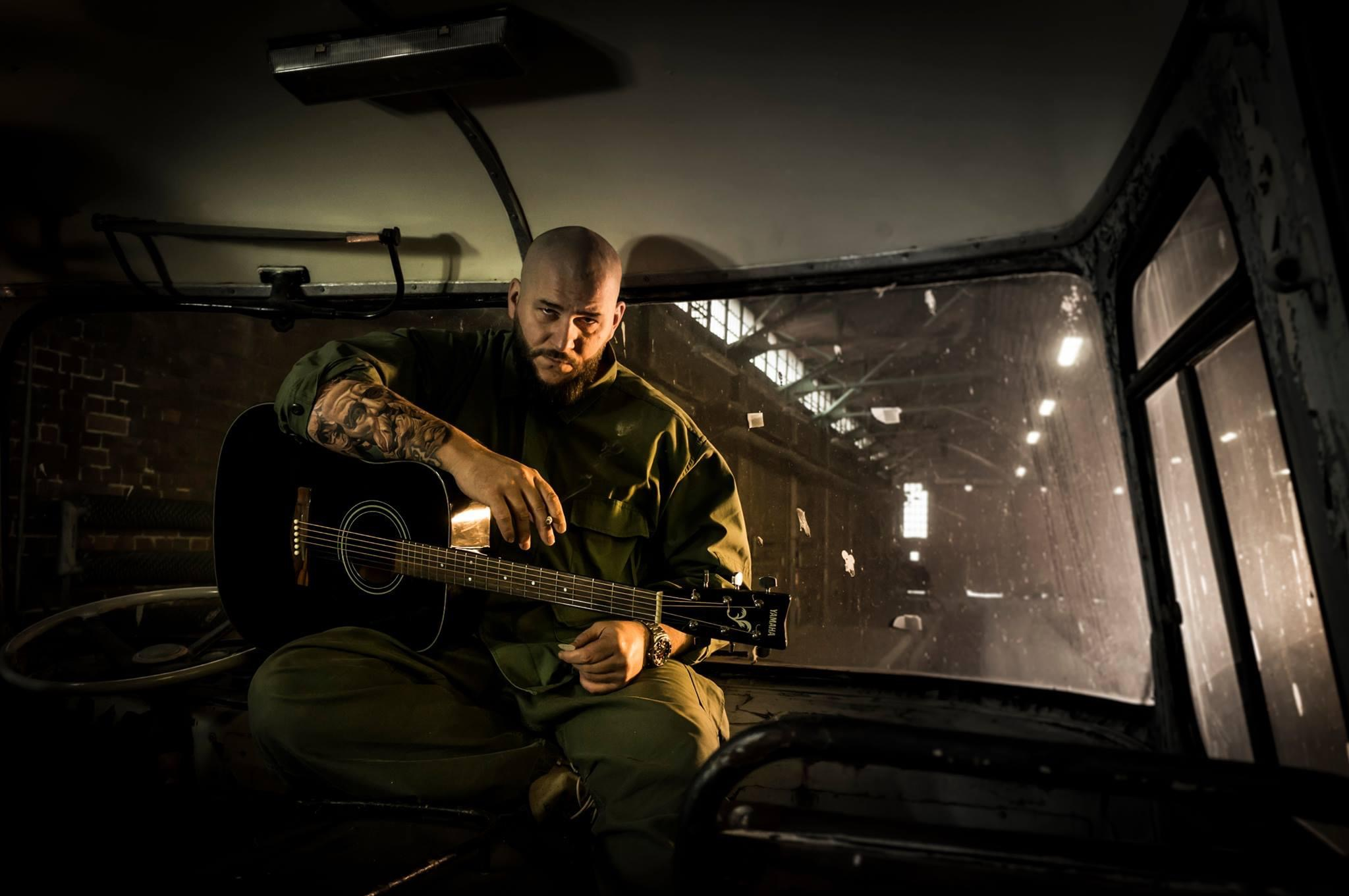
Waldemar Kasta

Waldemar Kasta urodził się 4 czerwca 1978 roku we Wrocławiu. Wychowywał się w tamtejszym, tzw. Trójkącie Bermudzkim. Działalność artystyczną rozpoczął w latach 90. XX w. Początkowo był związany z lokalnymi zespołami z nurtu hardcore, które nigdy nie zyskały szerszego rozgłosu. Następnie, na kanwie zainteresowania hip-hopem na przełomie 1998 i 1999 roku założył wraz z DJ-em Kut-O zespół pod nazwą K.A.S.T.A. Do grupy dołączył także anglojęzyczny raper OMA. Skład zadebiutował na wydanym w 2000 roku albumie producenckim Magiery i Lulka – 2071 z utworem „Gdy mogę”. Rok później Waldemar Kasta wystąpił gościnnie na płycie wrocławskiego składu F.F.O.D. – Promillenium. Raper znalazł się także na kompilacji różnych wykonawców dołączonej do magazynu branżowego Klan z solowym utworem „Gdy mogę”.
17 sierpnia 2002 roku, nakładem wytwórni muzycznej Blend Records, ukazał się debiutancki album zespołu K.A.S.T.A. zatytułowany Kastaniety. Wydawnictwo dotarło do 17. miejsca zestawienia OLiS. Pewną popularność zyskała także pochodząca z płyty piosenka „Peryferie”, która uplasowała się na 18. miejscu Szczecińskiej Listy Przebojów Polskiego Radia (SLiP). Wkrótce potem od zespołu odszedł OMA, którego zastąpił poznański raper Donguralesko. Także w 2002 roku Kasta gościł na debiucie solowym Donguralesko – Opowieści z betonowego lasu, pierwszej płycie zespołu Killaz Group – Nokaut oraz albumie producenckim WhiteHouse – Kodex.

Wall-E, 2010

W odnowionym składzie formacja K.A.S.T.A. zarejestrowała drugi album pt. Kastatomy. Materiał ukazał się 29 listopada 2003 roku, ponownie nakładem Blend Records. Nagrania dotarły do 35. miejsca listy OLiS. Natomiast pochodząca z albumu piosenka „1 2 3” znalazła się na 28. miejscu SLiP. Pod koniec 2003 roku ukazał się debiut zaprzyjaźnionego z artystą zespołu Trzeci Wymiar – Cztery pory rapu. Raper wystąpił gościnnie w pochodzącej z płyty piosence „Bez rapu byłbym nikim!”, do której został zrealizowany również wideoklip. Do 2006 formacja K.A.S.T.A. gościła na płytach DJ-a 600V – 600°C (2003), WhiteHouse – Kodex 2: Proces (2004) i Kodex 2: Suplement (2004) oraz Trzeci Wymiar – Inni niż wszyscy (2006). W międzyczasie Waldemar Kasta wyemigrował do Wielkiej Brytanii, gdzie pracował na rzecz mniejszości polskiej. Był działaczem związkowym z ramienia Transport and General Workers’ Union. Również w 2006 roku Kasta gościł jako wykonawca solowy na płytach Tedego – Esende Mylffon oraz Donguralesko i DJ-a Kostka – Jointy, konserwy, muzyka bez przerwy. W 2007 roku raper nawiązał współpracę z organizacją Konfrontacja Sztuk Walki. Muzyk podjął funkcję dyrektora artystycznego KSW oraz prowadzącego na żywo gale MMA i bokserskie jako konferansjer ringowy. Także w 2007 roku raper wystąpił na albumie producenckim WhiteHouse – Kodex 3: Wyrok. Zwrotki rapera znalazły się w piosence „Przygotuj się na sztorm”, gdzie wystąpił u boku Trzeciego Wymiaru. Artyści wystąpili wspólnie pod nazwą 3WKasta.
W 2009 roku Kasta gościł kolejno na albumach DJ-a Buhh – Volumin IV: pierdolę was, Donguralesko i Matheo – Inwazja porywaczy ciał, WhiteHouse – Poeci oraz Soboty – Sobotaż. Również w 2009 roku Kasta powrócił na stałe do Polski. 13 listopada tego samego roku nakładem Szpadyzor Records ukazał się debiut solowy rapera zatytułowany 13. Album uplasował się na 50 miejscu zestawienia OLiS. Na płycie znalazły się piosenki wyprodukowane przez Matheo. Natomiast gościnnie na płycie wystąpili Donguralesko i Verte. Materiał był promowany teledyskiem do utworu „Musisz”, a także remiksu tejże piosenki. Kompozycja trafiła także na wydaną pod koniec roku składankę Black X-Mas 3. W 2010 roku Wall-E gościł na wydanej w czerwcu solowej produkcji Donguralesko – Totem leśnych ludzi. Raper wystąpił u boku Mioda i Grubsona w utworze „Goryl”. Kolejne zwrotki Kasty trafił w 2010 roku na płyty zespołu Wice Wersa – Między niebem a piekłem oraz Mroza – Vabank.
17 stycznia 2011 roku nakładem powołanej przez rapera oficyny Kasta Records ukazał się jego drugi album solowy zatytułowany Prawda naga. Nagrania dotarły do 33. miejsca zestawienia OLiS. Na albumie znalazły się piosenki wyprodukowane przez Donatana. z kolei gościnnie w nagraniach płyty wzięli udział m.in. Donguralesko, Nullo, Szad, Jarecki, Grubson oraz Pork. W ramach promocji do pochodzących z płyty piosenek „Król podziemia” oraz „Ból” / „Kastastyl” powstały teledyski. Promocyjny obraz powstał także do „drugiej wersji” kompozycji „Król podziemia”. Również w 2011 roku Kasta gościł na płytach Art of Beatbox – ARTcore, DJ-a Soiny – Kręci mnie vinyl, Rafiego – 200 ton oraz L.U.C.-a – Kosmostumostów. Natomiast pod koniec roku Wall-E rapował na kolejnej produkcji Donguralesko – Zaklinacz deszczu w utworze „Kolor purpury”, do którego powstał również wideoklip. W międzyczasie raper wcielił się w postać więźnia Macieja vel „Żwirka” w serialu telewizyjnym „Galeria” emitowanego na antenie stacji telewizyjnej TVP1. Muzyk nawiązał także współpracę ze stacją MTV Polska, na antenie której prowadził audycję „Pimp My Ride by Coca-Cola Zero”.
W 2012 roku Waldemar Kasta wraz z Tomaszem Pomianem utworzył zespół muzyki rockowej Synaptine. Raper objął w składzie funkcję wokalisty.

## Dyskografia

Wall-E, 2003

Albumy solowe
| Rok  | Album                                                         | Pozycja na liście |
| Rok  | Album                                                         | POL               |
| ---- | ------------------------------------------------------------- | ----------------- |
| 2009 | 13 - Data: 13 listopada 2009 - Wydawca: Szpadyzor Records     | 50                |
| 2011 | Prawda naga - Data: 17 stycznia 2011 - Wydawca: Kasta Records | 33                |
| 2023 | Nestor - Data: 21 lipca 2023 - Wydawca: Agora                 | 7                 |

Single
| Rok                         | Tytuł                                                                                   | Pozycja na liście | Album                |
| Rok                         | Tytuł                                                                                   | SLiP              | Album                |
| --------------------------- | --------------------------------------------------------------------------------------- | ----------------- | -------------------- |
| 2005                        | „Bez rapu byłbym nikim” – Trzeci Wymiar (gościnnie: Wall-E)                             | 49                | Cztery pory rapu     |
| 2009                        | „13”                                                                                    | –                 | 13                   |
| 2014                        | „Dziś idę walczyć – Mamo!” – O.S.T.R., Waldemar Kasta, Joanna Kulig, Joanna Lewandowska | 14                | Nowe pokolenie 14/44 |
| 2014                        | „Pozostawić rzeczywistość” – Blasq (gościnnie: OMA, Waldemar Kasta)                     | –                 | Bez urazy            |
| „–” singel nie był notowany |                                                                                         |                   |                      |

Inne
| Rok  | Utwór | Album                                  | Źródło |
| ---- | --- | -------------------------------------- | ------ |
| 2001 | „Ponownie na scenie” – F.F.O.D. (gościnnie: Waldemar Kasta) „Hip hopu więcej” – F.F.O.D. (gościnnie: Waldemar Kasta) | Promillenium                           | [ 10 ] |
| 2001 | „Gdy mogę” – Waldemar Kasta | Klan CD#15 (kompilacja)                | [ 11 ] |
| 2002 | „No i co? (1000 Okien Remix)” – Donguralesko (gościnnie: DJ Bambus, Waldemar Kasta) | Opowieści z betonowego lasu            | [ 14 ] |
| 2002 | „Jestem szejkiem” – Killaz Group (gościnnie: Waldemar Kasta) „Pewne rzeczy” – Killaz Group (gościnnie: Waldemar Kasta) „Sprawdź co gram” – Killaz Group (gościnnie: Waldemar Kasta) | Nokaut                                 | [ 15 ] |
| 2002 | „1000 osób” – WhiteHouse (gościnnie: Waldemar Kasta) „Uwierzyć w siebie” – WhiteHouse (gościnnie: Verte, Waldemar Kasta) | Kodex                                  | [ 16 ] |
| 2003 | „Bez rapu byłbym nikim!” – Trzeci Wymiar (gościnnie: Waldemar Kasta) | Cztery pory rapu                       | [ 18 ] |
| 2003 | „Uwierzyć w siebie” – Verte, Waldemar Kasta, Natalka | Popcorn – hip hop mania 3 (kompilacja) | [ 60 ] |
| 2004 | „Grrrrrubas” (Wersja 130KG) – WhiteHouse (gościnnie: GTW) „Grrrrrubas” – WhiteHouse (gościnne: GTW) „Taka prawda” (Mixer Remix) – WhiteHouse (gościnne: K.A.S.T.A. Skład) „Taka prawda” (Malin Remix) – WhiteHouse (gościnne: K.A.S.T.A. Skład) „Grrrrrubas” (Wersja 100KG) – WhiteHouse (gościnnie: GTW) | Kodex 2: Suplement                     | [ 22 ] |
| 2004 | „1000 osób” – Waldemar Kasta | Hiphopstacja (kompilacja)              | [ 61 ] |
| 2006 | „Łap tego loopa” – Tede (gościnnie: Waldemar Kasta) | Esende Mylffon                         | [ 24 ] |
| 2006 | „Umiejętności” – Trzeci Wymiar (gościnnie: Waldemar Kasta) | Inni niż wszyscy                       | [ 23 ] |
| 2006 | „Nooseem (MUFLONstyleREMIX)” – Donguralesko, DJ Kostek (gościnnie: Waldemar Kasta) „Ej wy tam” – Donguralesko, DJ Kostek (gościnnie: Waldemar Kasta, DJ Feel-X) | Jointy, konserwy, muzyka bez przerwy   | [ 25 ] |
| 2007 | „Przygotuj się na sztorm” – WhiteHouse (gościnnie: 3WKasta) | Kodex 3: Wyrok                         | [ 28 ] |
| 2009 | „Wiesz kto jest tu?” – DJ Buhh (gościnnie: Waldemar Kasta, DJ Kostek) | Volumin IV: pierdolę was               | [ 30 ] |
| 2009 | „Musisz” – Waldemar Kasta | Black X-Mas 3 (kompilacja)             | [ 37 ] |
| 2009 | „Wiesz o co chodzi Yo?!” – Donguralesko, Matheo (gościnnie: Waldemar Kasta) | Inwazja porywaczy ciał                 | [ 31 ] |
| 2009 | „Poeci do publiczności” – Adam Asnyk – WhiteHouse (gościnnie: Waldemar Kasta) | Poeci                                  | [ 32 ] |
| 2009 | „StoProcent 2” – Sobota (gościnnie: Kool Savas, Donguralesko, Waldemar Kasta, Rytmus, Bigz) | Sobotaż                                | [ 33 ] |
| 2010 | „Goryl” – Donguralesko (gościnnie: Waldemar Kasta, Miodu, Grubson) | Totem leśnych ludzi                    | [ 38 ] |
| 2010 | „Płoną bębny” – Wice Wersa (gościnnie: Tede, Waldemar Kasta, DJ Macu) | Między niebem a piekłem                | [ 39 ] |
| 2010 | „Globalnie” – Mrozu (gościnnie: Waldemar Kasta) | Vabank                                 | [ 40 ] |
| 2011 | „Głos” – Art of Beatbox (gościnnie: Waldemar Kasta) | ARTcore                                | [ 47 ] |
| 2011 | „13 (Blend)” – DJ Soina (gościnnie: Waldemar Kasta) | Kręci mnie vinyl                       | [ 48 ] |
| 2011 | „Nie tylko dla kasy” – Rafi (gościnnie: Sobota, Waldemar Kasta) | 200 ton                                | [ 49 ] |
| 2011 | „Otucha ducha stumostów” – L.U.C. (gościnnie: Natalia Grosiak, Waldemar Kasta) | Kosmostumostów                         | [ 50 ] |
| 2011 | „Kolor purpury” – Donguralesko (gościnnie: Waldemar Kasta, VNM, WdoWa, Brahu, Fokus) | Zaklinacz deszczu                      | [ 51 ] |
| 2013 | jako lektor | Dziesięć przykazań – Sobota            | [ 62 ] |
| 2014 | „B.I.T” – Donatan, Cleo (gościnnie: Waldemar Kasta) | Hiper/Chimera                          | [ 63 ] |
| 2014 | „Dziś idę walczyć – Mamo!” – O.S.T.R., Waldemar Kasta, Joanna Kulig, Joanna Lewandowska „Ktoś ty” – Waldemar Kasta, Mateusz Krautwurst | Nowe pokolenie 14/44 (kompilacja)      | [ 64 ] |
| 2023 | Knuj! - 52 Dębiec (gościnnie: Leo Ros, F.U.$, Waldemar Kasta) | 0323                                   |        |

## Teledyski
| Rok       | Tytuł                                                                                | Reżyseria / realizacja         | Album                    | Źródło |
| --------- | ------------------------------------------------------------------------------------ | ------------------------------ | ------------------------ | ------ |
| 2010      | „Musisz”                                                                             | Grupa 13                       | 13                       | [ 36 ] |
| 2010      | „Musisz (Matheo remix)”                                                              | Flow Media                     | 13                       | [ 36 ] |
| 2010      | „Król podziemia”                                                                     | Dwaem Media Group              | Prawda naga              | [ 44 ] |
| 2011      | „Król podziemia” (druga wersja)                                                      | Garage Six                     | Prawda naga              | [ 46 ] |
| 2011      | „Ból” / „Kastastyl” (gościnnie: Nullo, Szad)                                         | Kasta.Co/Inspire5              | Prawda naga              | [ 45 ] |
| 2014      | „#Hot16Challenge”                                                                    |                                |                          | [ 65 ] |
| 2017      | „Cztery korony” – Paluch, Białas, Żabson, Sitek, Kasta                               | Maciej Kawulski                |                          | [ 66 ] |
| Gościnnie |                                                                                      |                                |                          |        |
| 2003      | „1000 osób” – WhiteHouse (gościnnie: Walle, Gural)                                   | Dariusz Szermanowicz, Grupa 13 | Kodex                    | [ 67 ] |
| 2004      | „Bez rapu byłbym nikim” – Trzeci Wymiar (gościnnie: Waldemar Kasta)                  | Dariusz Szermanowicz           | Cztery pory rapu         | [ 19 ] |
| 2010      | „Płoną bębny” – Wice Wersa (gościnnie: Waldemar Kasta, Tede)                         | Endorfina Art Media            | Między niebem, a piekłem | [ 68 ] |
| 2012      | „Kolor purpury” – Donguralesko (gościnnie: Waldemar Kasta, VNM, Wdowa, Brahu, Fokus) |                                | Zaklinacz deszczu        | [ 52 ] |
| 2014      | „Pozostawić rzeczywistość / Dosyć” – Blasq (gościnnie: Waldemar Kasta)               | Dirt Video                     | Bez urazy                | [ 69 ] |
| 2015      | „B.I.T” – Donatan, Cleo (gościnnie: Waldemar Kasta)                                  | Piotr Smoleński                | Hiper/Chimera            | [ 70 ] |
| 2020      | „Pipa, lampa, oranżada” – Donguralesko, Matheo (gościnnie: Waldemar Kasta)           | Mateusz Winkiel, Mania Studio  | Vrony i Pro-tony         | [ 71 ] |

## Filmografia
| Rok  | Tytuł                                       | Rola                         | Uwagi              | Źródło |
| ---- | ------------------------------------------- | ---------------------------- | ------------------ | ------ |
| 2008 | Skorumpowani                                | b.d.                         | film fabularny     | [ 72 ] |
| 2012 | Galeria                                     | jako więzień Maciej „Żwirek” | serial telewizyjny | [ 53 ] |
| 2016 | Pierwsza miłość                             | jako Adam Wereszko           | serial telewizyjny | [ 73 ] |
| 2016 | Kochaj!                                     | jako prowadzący galę MMA     | film fabularny     | [ 74 ] |
| 2019 | Jak zostałem gangsterem. Historia prawdziwa | jako „Golum”                 | film fabularny     | [ 75 ] |

## Nagrody i wyróżnienia
| Rok  | Kategoria                  | Nagroda            | Uwagi      | Źródło |
| ---- | -------------------------- | ------------------ | ---------- | ------ |
| 2010 | Polska Produkcja Roku (13) | Rapgra Awards 2010 | 3. miejsce | [ 76 ] |